# Пиедруя
Пие́друя (латыш. Piedruja; ранее Придруйск) — село в Краславском крае Латвии, административный центр Пиедруйской волости.
Находится на правом берегу реки Даугава (Западная Двина), по которой проходит государственная граница между Латвией и Беларусью, напротив агрогородка Друя (Беларусь). Существовали пункт упрощённого пропуска через границу и паром.
На 2016 год население села составляло 118 человек.
В советское время населённый пункт являлся центром Пиедруйского сельсовета Краславского района. В селе располагалась центральная усадьба колхоза «Советская Латвия».

## История
Основано Яном Сапегой не позднее 1611 года.
В XIX веке было местечком Дриссенского уезда Витебской губернии. В конце XIX века в Придруйске находились православный и католический храмы, синагога, два молитвенных дома. По переписи 1897 года здесь имелось 854 жителя, в том числе евреев — 561 чел.

## Достопримечательности
- Костёл Вознесения Девы Марии (1759[7]);
- Церковь Святого Николая (1885, архитектор А. Н. Клементьев[бел.][8]);
- Валун в парке у реки, на котором название реки выбито на семи языках.

## Галерея

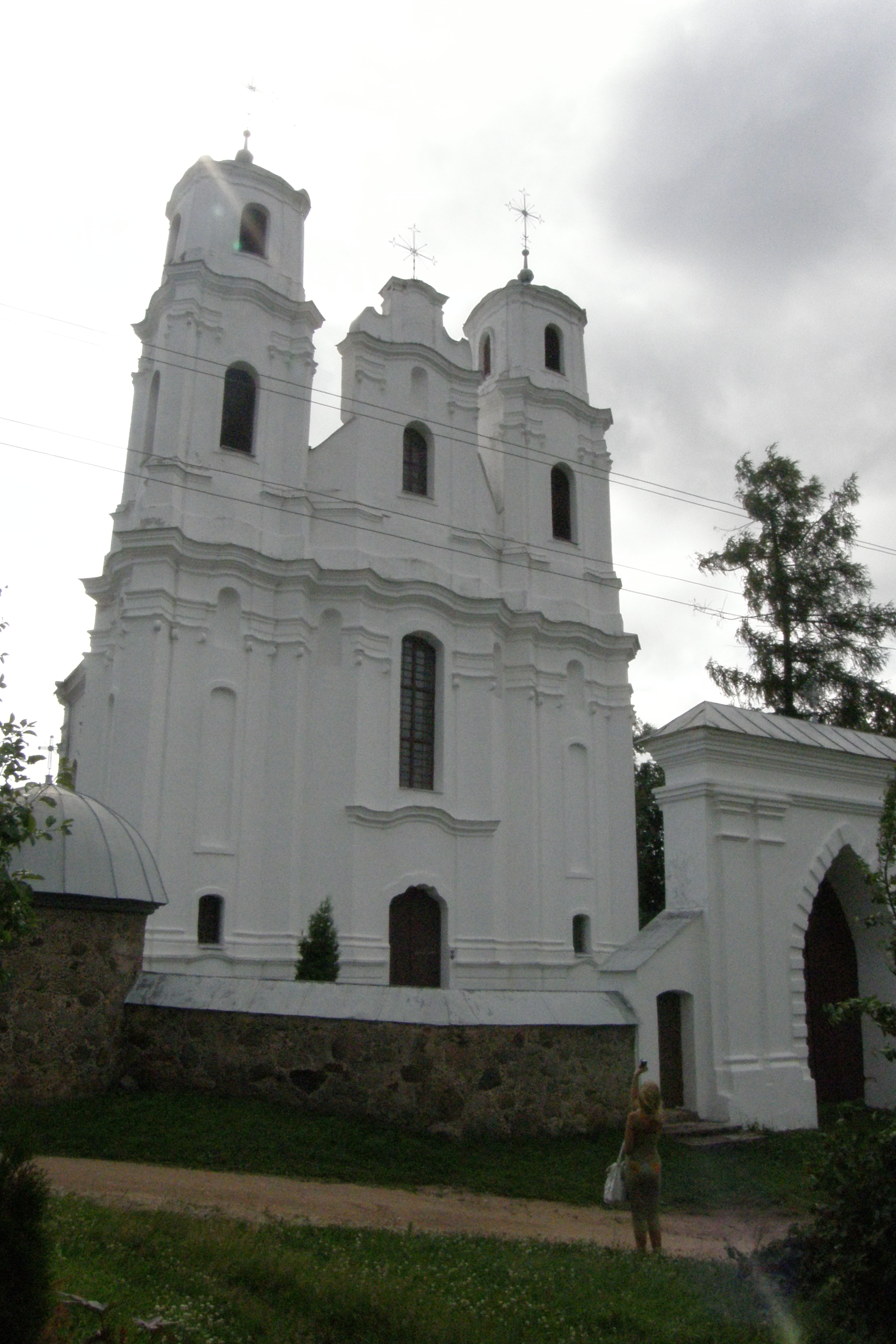
Костёл Вознесения Девы Марии
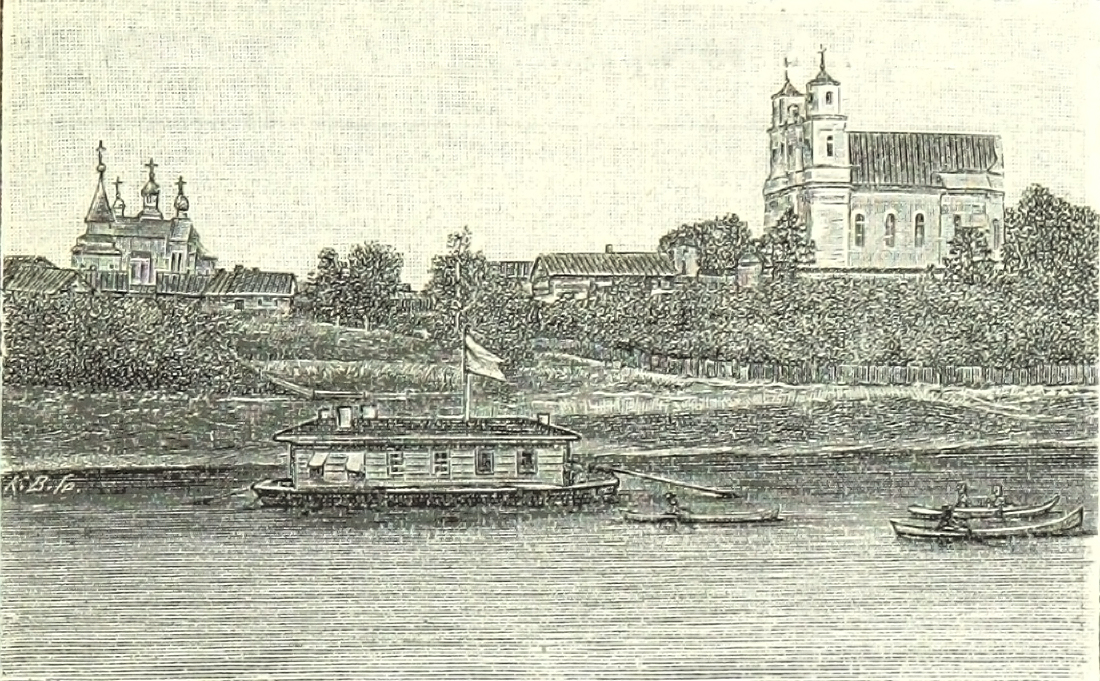
Вид на Придруйск, 1893 год
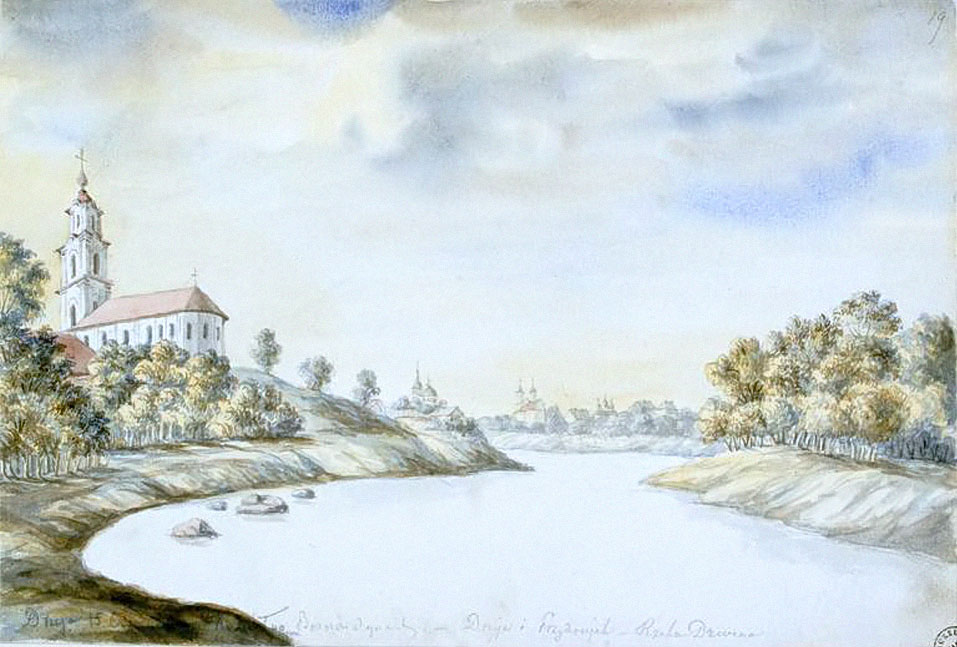
Вид на Друю (слева) и Придруйск (справа). Наполеон Орда, XIX век